# Tie-break
Tie-break hay tie-breaker (phát âm tiếng Việt như là "tai-bờ-rếch") trong thể thao, theo định nghĩa của từ điển Cambridge là thời gian thi đấu hiệp phụ diễn ra vào cuối trận đấu khi cả hai đội có cùng điểm số để xác định người chiến thắng. Tie-break thường dùng trong các trận đấu mà bắt buộc phải có người thắng (ví dụ, để xác định người đi tiếp trong giải đấu loại trực tiếp), và thường có một số khác biệt nhỏ trong cách thi đấu/tính điểm nhằm rút gọn thời gian thi đấu.

## Áp dụng ở một số môn thể thao

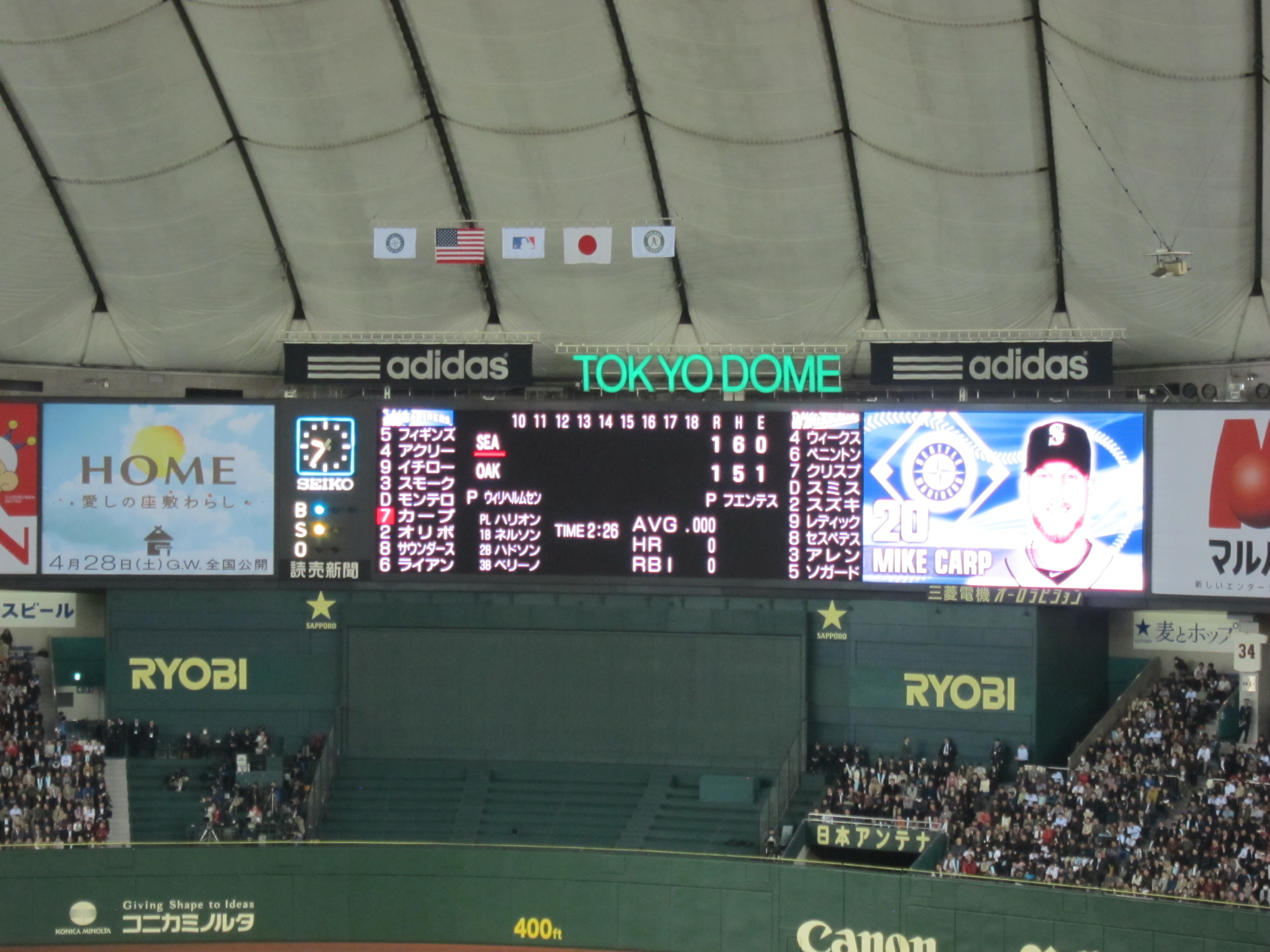
Hiệp phụ của một trận bóng chày

Trong bóng đá, nếu hai đội hoà nhau sau thời gian thi đấu chính thức (kể cả khi áp dụng luật bàn thắng sân khách, nếu có) thì hai đội sẽ thi đấu thêm hiệp phụ với khoảng thời gian 30 phút (với các trận đấu 90 phút). Trường hợp tỷ số vẫn là hoà sau hiệp phụ, hoặc không tổ chức hiệp phụ thì hai đội sẽ thực hiện loạt sút luân lưu.
Trong các trận play-off NBA, nếu tỉ số hoà sau 4 hiệp 12 phút chính thức, hai đội sẽ thi đấu thêm hiệp phụ (Overtime) với thời lượng 5 phút. Nếu vẫn hoà thì tiếp tục thi đấu hiệp phụ mới cho đến khi có đội chiến thắng.
Trong quần vợt, tie-break có nghĩa là set đấu quyết định. Trong 1 ván đấu, nếu tỷ số set đấu của hai tay vợt cân bằng 6-6 thì loạt tie-break được thực hiện. Nếu tay vợt nào đạt 7 điểm trước và nhiều hơn 2 điểm so với đối thủ thì chiến thắng. Loạt tie-break sẽ kéo dài vô tận đến khi có một tay vợt đạt được khoảng cách 2 điểm so với đối phương. Ở Giải quần vợt Úc Mở rộng, loạt tie-break được thực hiện theo thể thức tay vợt nào đạt 10 điểm trước sẽ chiến thắng. Luật tie-break được Liên đoàn Quần vợt Mỹ áp dụng chính thức từ ngày 25 tháng 7 năm 1970, đã thay đổi lịch sử quần vợt thế giới.
Thuật ngữ set đấu quyết định cũng được sử dụng trong các môn thi đấu theo set (bóng chuyền, cầu lông, bóng bàn,...) với số set là lẻ.
Trong bóng chày, nếu tỉ số hoà sau 9 lượt, hai đội sẽ thi đấu thêm hiệp phụ (Extra innings). Đội khách sẽ thực hiện đánh bóng trước, sau đó là đội chủ nhà. Nếu một đội ghi điểm còn đội kia không thì đội ghi được điểm thắng cuộc; nếu cả hai đội cùng ghi hoặc không ghi điểm thì sẽ tiếp tục thêm hiệp phụ cho đến khi phân định được thắng thua.
Trong các giải đấu golf lớn, nếu có ít nhất 2 người cùng dẫn đầu sau cùng, những người này sẽ thi đấu theo tổ hợp các lỗ được chỉ định và tính điểm tổng của các lỗ trên để xác định người thắng. Trường hợp vẫn hoà nhau thì sẽ thi đấu trên từng lỗ cho đến khi phân định thắng thua.